# Arthur de Glastonbury
Pour les articles homonymes, voir Arthur.
Arthur de Glastonbury († 1539). Jean Thorne eut le nom de religion Arthur. Bénédictin de Glastonbury, il est un bienheureux martyr.

## Biographie
Il fut martyrisé à Glastonbury en Angleterre pour avoir refusé de reconnaître le roi Henri VIII d'Angleterre comme chef spirituel de l'Église d'Angleterre, parce qu'il s'était opposé avec d'autres à la séparation de l'Église d'Angleterre et de la papauté romaine. Il est fêté le 15 novembre localement, en Bretagne.
Un petit livre contre le divorce du roi fut trouvé dans la chambre de l'abbé, ce qui exaspéra le roi, Arthur de Glastonbury fut déclaré traître. Il était le trésorier de l'abbaye de Glastonbury.
Il aurait été immolé, la même année où son père abbé, Richard Whiting (en), et un frère, le bienheureux Roger James, furent pendus au sommet de la colline Glastonbury Tor qui surplombait Glastonbury, . Ils furent béatifiés en 1895.

## Articles similaires
- Thomas More
- Arthur Bell, martyr catholique de la Réforme anglaise